# Entoloma svalbardense
Entoloma svalbardense är en svampart som tillhör divisionen basidiesvampar, och som beskrevs av Machiel Evert ("Chiel") Noordeloos. Entoloma svalbardense ingår i släktet Entoloma, och familjen Entolomataceae. Arten har ej påträffats i Sverige.